# Amigne

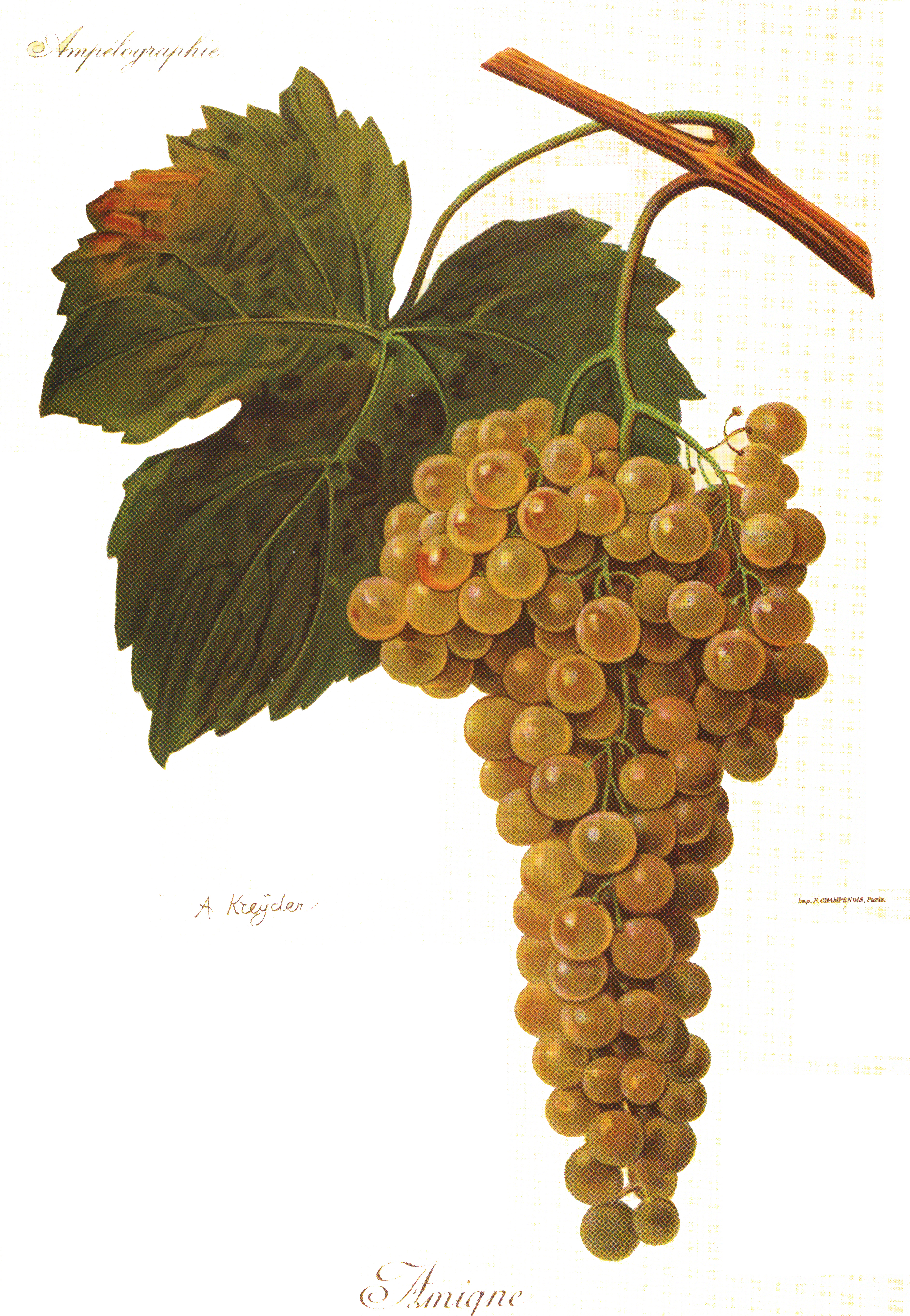
Amigne in L'Ampélographie (Alexis Kreyder)

Amigne (oder Amigne blanche) ist eine Weißweinsorte, die einst auch Amique genannt wurde. Drei Viertel der weltweiten Produktion, etwa 100 000 Liter, stammen aus dem Schweizer Kanton Wallis, und dort vor allem aus der Gemeinde Vétroz. Etwa 43 Hektar sind im Mittelwallis mit Amigne bestockt (Stand 2007, Quelle: Office fédéral de l'agriculture OFAG). Vermutlich wurde Amigne bereits von den Römern eingeführt. Die Sorte wurde jedoch erstmals 1878 in einer ampelografischen Ausstellung in Genf erwähnt.
Amigne ist wuchskräftig und ertragsstark, neigt jedoch zum Verrieseln.
Sie hat in der Morphologie Ähnlichkeiten zu Trebbiano, die daraus gekelterten Weißweine unterscheiden sich jedoch signifikant. Sie werden trocken als Grand Cru (z. B. in Vétroz) vermarktet. Aus der Sorte wird auch ein kräftiger Dessertwein gekeltert (z. B. Mitis), der viel Restsüße enthält und auch edelsüß vinifiziert wird.

## Ampelographische Sortenmerkmale
In der Ampelographie wird der Habitus folgendermaßen beschrieben:
- Die Triebspitze ist offen. Sie ist weißwollig behaart mit leichtem karminroten Anflug. Die Jungblätter sind gelblich grün.
- Die mittelgroßen bis großen Blätter sind drei- oder fünflappig und schwach gebuchtet (siehe auch den Artikel Blattform). Die Stielbucht ist V - förmig offen. Das Blatt ist stumpf gezahnt. Die Zähne sind im Vergleich der Rebsorten groß und weit gesetzt.
- Die Traube ist meist geschultert, mittelgroß (im Mittel 212 Gramm) und lockerbeerig. Die leicht elliptischen Beeren sind klein bis mittelgroß und von grüngelber Farbe.

Die Rebsorte Amigne reift ungefähr 30 Tage nach dem Gutedel. Sie zählt damit zu den spät reifenden Sorten. Amigne ist eine Varietät der Edlen Weinrebe (Vitis vinifera). Sie besitzt zwittrige Blüten und ist somit selbstfruchtend. Beim Weinbau wird der ökonomische Nachteil vermieden, keinen Ertrag liefernde, männliche Pflanzen anbauen zu müssen.